# Wołodymyr Łysenko
Wołodymyr Wołodymyrowycz Łysenko, ukr. Володимир Володимирович Лисенко (ur. 16 kwietnia 1988 w Kijowie) – ukraiński piłkarz grający na pozycji napastnika.

## Kariera piłkarska

### Kariera klubowa
Rozpoczynał grać w piłkę nożną w drużynie podwórkowej w Kijowie. Jako 8 latek zapisał się do szkoły piłkarskiej CSKA Kijów. Po pierwszym treningu podszedł trener Jurij Hordijenko i powiedział, że jeśli będzie przykładać się do treningu, to wyrośnie z niego dobry piłkarz. Na jednym z turniejów zainteresowali się nim skauci z Dynama Kijów. Długo nie chciał zgodzić się, ale w końcu przeniósł się do dynamowskiej akademii piłkarskiej, gdzie uczył się 3 lata. Po akademii początkowo grał w młodzieżowej kadrze Dynamo-2, a także w rezerwach. 7 kwietnia 2005 debiutował w Dynamie-2 Kijów w meczu z Arsenałem Charków (0:1). Do pierwszej drużyny został włączony na początku sezonu 2006/07. W 2007 został wypożyczony do Arsenału Kijów. Latem 2009 podpisał kontrakt z Metalistem Charków. 21 lutego 2011 został wypożyczony do Krywbasa Krzywy Róg, jednak po tygodniu zmieniono wypożyczenie do Wołyni Łuck, dopiero następnego lata wypożyczony do Krywbasa. 19 stycznia 2013 został wypożyczony do Howerły Użhorod. 15 stycznia 2014 jako wolny agent przeszedł do FK Sewastopol. Po rozformowaniu klubu w maju 2014 opuścił Krym, a już 31 lipca zasilił skład Olimpika Donieck. 10 lutego 2017 przeszedł do Desny Czernihów. 29 lipca 2017 kontrakt został anulowany. Potem bronił barw Kołosu Kowaliwka.

### Kariera reprezentacyjna
Jest zawodnikiem młodzieżowej reprezentacji Ukrainy. Wcześniej grał w reprezentacji U-19 oraz w reprezentacji U-17.

## Sukcesy i odznaczenia

### Sukcesy klubowe
- brązowy medalista Mistrzostw Ukrainy: 2010
- zdobywca Superpucharu Ukrainy: 2007